# Кочетов Ігор Миколайович
І́гор Микола́йович Ко́четов (нар. 2 травня 1959, м. Київ) — український спортивний, футбольний функціонер. Президент Федерації футболу м. Києва (з 2006). Віцепрезидент Федерації футболу України (2015—2018).

## Життєпис
Народився в Києві. З дитинства грав у футбол. Виступав за команди: Київського Палацу піонерів (1970—1972, тренер В. М. Онуфрієнко); Міськвно-2 (1972—1974, тренери А. П. Камзолов, В. О. Щанов); Республіканської спортивної школи-інтернату (1974—1975, тренери Д. С. Резник і В. Г. Киянченко); Міськвно-1 (1975—1976, тренер Є. П. Соловцов); «Чорноморець», Одеса (дублюючий склад, 1977, тренер А. Ф. Зубрицький); «Локомотив», Київ (1978—1982, тренер О. А. Назаренко). Потім грав у СКА, Одеса (1982—1983, тренер С. Й. Шапошніков) і в аматорських командах київського «Динамо» (1984—1987, тренери В. Й. Кащей і П. П. Алексій), «АТЕК» (1988—1999, тренер Ю. П. Лотоцький). Виконав норматив кандидата у майстри спорту.
Вищу освіту здобув у Київському політехнічному інституті, який закінчив 1982 року. У 1984—1985 роках працював у районному комітеті ЛКСМУ в Києві. Згодом закінчив Вищі курси КДБ СРСР у Києві (1985) й відтоді — на військовій службі в системі державної безпеки на оперативних і керівних посадах (1986—1991 — в органах КДБ УРСР, далі — в СБ України).
У 2000 році обраний на посаду голови спортивно-технічного комітету громадської організації «Федерація футболу м. Києва» (ФФК). Зробив кар'єру як спортивний функціонер, багато уваги приділяв розвиткові дитячого, аматорського футболу (команди ветеранів спорту, працівників преси та ін.). У 2000—2002 роках — заступник голови ФФК, згодом перший заступник голови ФФК (2002—2006), водночас член бюро Дитячо-юнацької футбольної ліги України (2002—2007). З 2006-го — голова ФФК (з 2013 р. — президент), водночас з 2007-го — член Виконкому Федерації футболу України (ФФУ), з 2008-го був головою комітету ФФУ з питань етики та чесної гри, був також офіцером УЄФА з морально-етичних питань у футболі. Очолював, зокрема, розслідування «дивного» матчу 2008 року між командами «Металіст» і «Карпати», який згодом рішенням Спортивного арбітражного суду (САС) в Лозанні (Швейцарія) визнано договірним. На посаді голови комітету ФФУ з етики та чесної гри 12 грудня 2016-го Ігоря Кочетова змінив Франческо Баранка.
На чолі ФФК надавав дієву допомогу оргкомітетам з підготовки та проведення в Києві міжнародного футбольного матчу дружби «Журналіст України» — «Шпіґель» (2006), Першого всеукраїнського турніру з футболу серед команд засобів масової інформації (2013) та інших змагань аматорських спортивних колективів журналістів. 
Був радником голови Державного комітету з питань фізичної культури і спорту України й радником президента Національного олімпійського комітету України (1999—2005), радником Міністра України у справах сім'ї, молоді та спорту (2005—2010). Член Комісії Мінмолодьспорту України з надання статусу «національна» всеукраїнським спортивним федераціям та асоціаціям (2005—2012), радник керівника НСК «Олімпійський» (2010—2012).
Заступник шефа Місії української делегації з питань безпеки на Олімпійських іграх у Сіднеї (2000), Солт-Лейк-Сіті (2002), Афінах (2004), Турині (2006), Дефлімпійських іграх у Римі (2003), Всесвітніх іграх у Дуйсбурзі (2005), Тайвані (2009), Спеціальній олімпіаді в Шанхаї (2007).
Президент Національної федерації кіокушин карате. Двічі (2009, 2014) очолював оргкомітети з підготовки чемпіонатів Європи з кіокушин карате, що проходили в Україні.
Ветеран військової служби. Звання підполковник надано достроково (1993) за мужність і відвагу, виявлені під час затримання небезпечного злочинця. Звання генерал-майор присвоєно 2010 року як заступникові начальника Департаменту захисту національної державності Служби безпеки України.
Проживає в Києві. Одружений, має п'ять доньок. 

## Нагороди, відзнаки
- Орден «За заслуги» II (2021)[8] і III ступеня (2013).[9]
- Почесна грамота Кабінету Міністрів України.
- Почесна грамота Верховної Ради України.
- Нагрудний знак «Почесна відзнака Служби безпеки України».
- Нагрудний знак «Почесний працівник фізичної культури і спорту України».
- Має низку інших відзнак — відомчих, спортивних тощо. У період служби в Управлінні СБУ по м. Києву і Київській області (підрозділ боротьби з організованою злочинністю та корупцією) став лауреатом премії редакції газети «Всеукраинские ведомости» «За спасіння» (1995).